# Memorial (dokument)
Memorial (av latin memoria, minne) är ett skriftligt dokument i form av en inlaga, ett betänkande eller utlåtande till en utredning eller liknande. En memorial utformas ofta högtidligt och har officiell karaktär.